# Abron (Sprache)
Abron ist eine der häufigsten Sprachen Ghanas und wird auch von einigen Sprechern in der Elfenbeinküste gesprochen. 
Mit ca. 1.050.000 Sprechern in Ghana (Stand 2003) ist sie eine der bedeutenderen Sprachen in Ghana. Regional wird Abron hauptsächlich in Zentralghana gesprochen, wo sie nordwestlich der Ashanti Region in der Brong Ahafo Region ihren regionalen Schwerpunkt hat. Alternative Namen sind Brong (Ghana), Bron, Doma und Gyaman.
In der Elfenbeinküste ist sie mit 131.700 Sprechern eine vergleichsweise unbedeutende Sprache. Hier ist sie hauptsächlich im Osten in der Nähe der Grenze zu Ghana in den Départements Tanda und Bondoukou verbreitet.